# 张斯枸
张斯枸（1842年10月26日—1898年4月29日），又作张斯栒，字听驵或听颿，浙江省慈溪人。 清末外交官、翻译官，是清朝驻外最久的外交官，共驻外长达22年，清朝驻外大使公文多出其手。1897年4月至1898年10月自强学堂（武汉大学前身）总办，是武大早期校长。

## 经历
早年考取举人，但因家中世代巨商，舍科举仕进而继承庞大家业。在宁波结识美国传教士丁韪良，受丁影响而专精西学，因而精通英文、拉丁文，兼通日文，又通晓西方数学、物理、声光电化、武器制造之学问，数年之后成为中国少数博通中西之人物。因此专长，先后受福建船政大臣夏献纶、沈葆桢赏识器重，举荐入總理各國事務衙門，又咨送吏部，奉旨以同知衔选用直隶知州。
1876年，其长兄张斯桂出任驻日副使，其以随员兼翻译官随行。又随郭嵩焘出使英国，任英文翻译官。1879年，随刘云生出使德国，任翻译官，使毕再回英国伦敦。因前后大清驻英大使郭嵩焘、曾纪泽、薛福成皆不通英文西学，张留任英国任大使馆翻译官、参赞官。而历任驻外大使公文多出张之手。郭嵩焘认为张其才可大用，“学术纯正，操守峻洁，粹然儒者，不当仅以随员目之”。1880年，张以太常寺卿身份奉旨出使美国、西班牙、秘鲁三国。
1894年，薛任毕归国述职，张托薛入朝代为上奏回国，直到1897年张在海外整20年才获批准。张回到京师得吏部引见，以知府衔奏保为道员，赏加正二品顶戴。1897年，奉湖广总督张之洞之命，调往湖北总办自强学堂（今武汉大学的前身）事务。 1898年，奉旨带领中国首批30位赴日留学生。1898年逝世于日本神户，清廷赠从一品官衔。

## 趣事
- 张斯枸因外交公务繁重，精通速记术，1896年出版《传音快字》，是中国最早的速记法。

## 家庭
家族出自宁波府慈溪县慈东马径，祖张梅是嘉庆年间大药商，创有“张同泰”是当时最大国药号。同辈族兄弟张斯臧、张斯缙均为清末大商人。同父异母兄张斯桂是洋务派中坚。